# Silvia Avallone

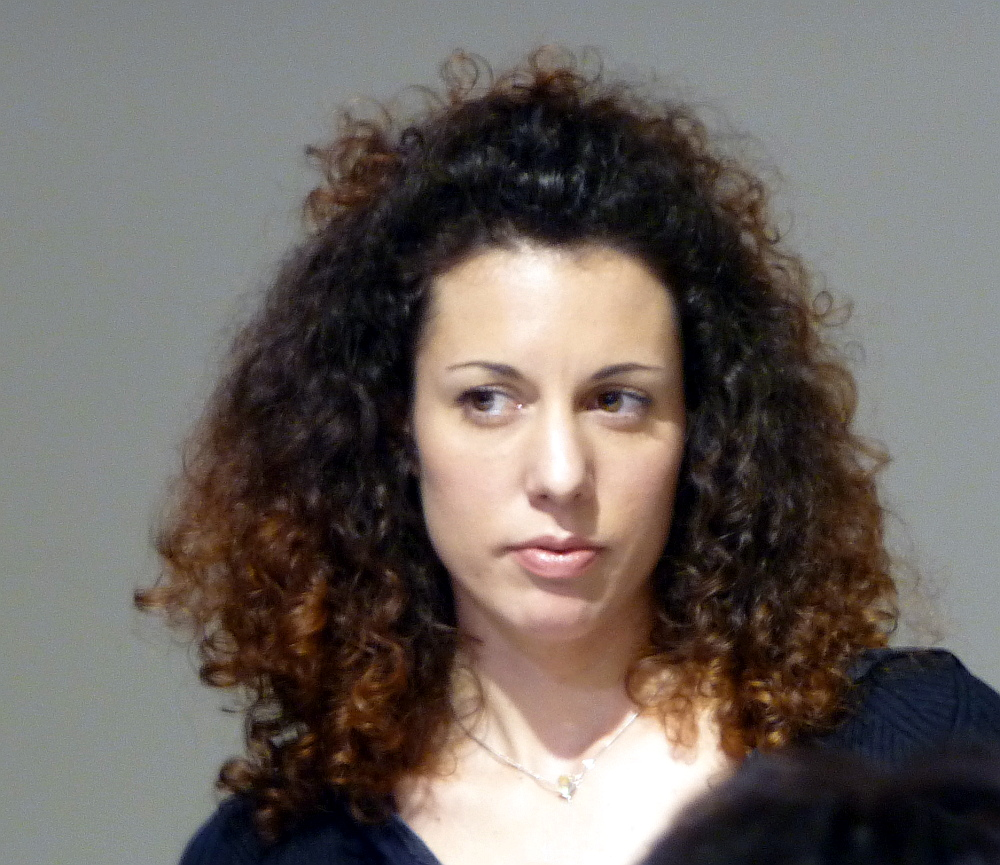
Silvia Avallone (2010)

 Silvia Avallone (* 11. April 1984 in Biella) ist eine italienische Dichterin und Schriftstellerin.

## Leben
Avallone erhielt ihren Doktortitel im Fach Philosophie an der Universität Bologna. Einige ihrer ersten Gedichte und Erzählungen erschienen in den Zeitschriften ClanDestino und Nuovi Argomenti. 2008 wurde ihre Gedichtsammlung Il libro dei vent'anni preisgekrönt. Es folgten weitere Preise, außerdem 2008 das Drehbuch zu einem Film über Anna Magnani mit dem Titel Un'attrice e le sue donne und 2010 ihr erster Roman Acciaio, der in Italien eine halbe Million Mal verkauft wurde. Wenig glücklich zeigte sich Maike Albath über den zweiten Roman Marina Bellezza.

## Preise und Auszeichnungen
- 2008: Premio Alfonso Gatto für das Erstlingswerk Il libro dei vent'anni
- 2010: Premio Campiello, Kategorie Erstes Werk für Acciaio
- 2010: Premio Fregene, Abteilung Literatur
- 2010: Premio Strega (zweiter Platz)
- 2010: Premio Eduardo Kihlgren (zweiter Platz)

## Werke
- 2007: Gedichte: Il libro dei veint'anni. Edizioni della Meridiana, Florenz ISBN 978-88-6007-094-4.
- 2010: Roman: Acciaio. Rizzoli, Mailand, ISBN 978-88-17-03763-1.
  - 2011: Ein Sommer aus Stahl, deutsch von: Michael von Killisch-Horn. Klett-Cotta Verlag, Stuttgart, ISBN 978-3-608-93898-2.[2]
- Marina Bellezza. Rizzoli, Mailand 2013, ISBN 978-88-17-87236-2
  - Marina Bellezza, deutsch von: Michael von Killisch-Horn. Klett-Cotta Verlag, Stuttgart, 2014, ISBN 978-3-608-98018-9

Erzählungen
- Il futuro in sospeso. In: Grand Tour. Revisitare l'italia nei suoi 150 anno. Italainieuropei, 05/2010.
- La lince. Kurzgeschichte zusammen mit dem Corriere della Sera, Inediti d'Autore. 2011.

## Verfilmungen
- 2012: Acciaio, Regie: Stefano Mordini; Darsteller: Vittoria Puccini, Michele Riondino et al.